# Spanish Town (Îles Vierges britanniques)
Spanish Town, également connu sous le nom The Valley, est situé dans le sud de l'île de Virgin Gorda et est la deuxième plus grande ville des Îles Vierges britanniques après Road Town. Offrant de nombreuses possibilités de shopping, le cœur de la ville, matérialisé par son port de plaisance, Yacht Harbour, propose de nombreuses activités de voile tous les jours. Il dispose de son propre aéroport (aéroport de Virgin Gorda) et d'un service de ferry effectuant des liaisons maritimes jusqu'à Road Town sur l'île de Tortola. Dans l’ensemble, Spanish Town est une petite ville, avec quelques bars et une atmosphère détendue. Le parc national The Baths est situé au sud.

## Historique
Spanish Town, à l'origine colonisée par des mineurs originaires de Cornouailles, conserve des ruines relatifs à l'exploitation des mines de cuivre comme la cheminée, la chaufferie, des réservoirs et des puits de mines. Cet ensemble fait maintenant partie du Parc national de la mine de cuivre. Elle a servi de capitale du territoire de 1680 à 1741, date à laquelle lorsque le gouvernement a déménagé à Road Town.

## Événements
Chaque année en mars, à Fishers 'Cove, dans Spanish Town, se déroule les festivités des pêcheurs de Spanish Town (Spanish Town Fisherman's Jamboree), un événement annuel dédié à la pêche. Les compétitions de pêche sont au centre des activités et offrent aux visiteurs de nombreuses occasions de goûter aux fruits de mer fraîchement pêchés,.

## Culte
- L'église Sainte-Ursule, construite en 1989.